# 朱至澍
蜀愍王朱至澍（1592年—1644年9月9日），祖籍安徽鳳陽，明朝第十三代蜀王。为明太祖十世孫、明太祖十一子朱椿九世孫，恭王朱奉銓嫡長子。

## 生平
萬曆三十年（1602年）封世孙，萬曆四十四年（1616年）改封世子，後襲封蜀王。
崇禎十七年（1644年）正月，張獻忠犯蜀，華陽縣令沈雲祚向朱至澍建議防守策略，但不被接納，後來雲祚又向內江王說「人無愚智，皆知賊勢猖獗，成都必危，今蜀府貨財山積，不早捐之募死士東向殺賊，一旦豖突疆塲，軍民奔竄，誰為王守此府庫者? 且獨不見周、楚之己事乎?」，內江王因而向蜀王提議發銀餉軍，但仍不被接。五月，張獻忠攻破重慶，縱火燒刧數百里，城中一日數驚，蜀王始悔不用雲祚之言，稍出庫房銀兩招募兵馬。七月，張獻忠率兵自重慶薄成都，其時成都城內，帶甲武士尚有三萬。朱至澍召集四川院司道府各官，及在城紳士，赴承運殿議，假言崇禎帝駕幸通州，頒有密詔，調天下勤王之師。四川巡按劉之勃率官俯伏殿前。後朱至澍欲稱監國，之勃怫然而起，由承運左門出，又出端禮門，躍入金水河中，大呼：“吾得見二祖列宗於地下矣！”左右救回公署。
之勃閉門三日，城守懈弛，張獻忠所派奸細遂乘機潛入成都城，俱扮作乞丐、醫卜、客商等，投於大慈寺、延慶寺中。之後又過四日，司道各官齊赴察院，踵門哀求，之勃方出視事，覆至蜀王府中，議論戰守之策。眾官向朱至澍請餉，朱至澍稱：“孤庫中錢糧有數，只有承運殿一所，老先生等拆去變賣充餉。”之勃厲聲曰：“殿下！承運殿無人買得起，惟有李自成是受主。”
數日後，張獻忠大隊至成都城下，四面攻打。之勃等率眾固守，城內施放火銃大炮，傷敵無數。圍困數日之後，奸細於八月九日在城內放火，張獻忠於成都城外西北角淘坑窖數百丈，直透城腳，窖內填塞火藥萬桶，透引線出窖外，舉火一發，勢如山崩，城墻磚石飛揚半空，成都城遂陷。
同年八月朱至澍與妃嬪、宮女等投王宮後面之琉璃井自殺。四川巡撫龍文光、巡按劉之勃同時遇害。三日後，於琉璃井中出蜀王與妃屍，張獻忠手刃之，被創者三處，方遣人舁出東門，沈之江中。
朱至澍投井時，其世子年十八歲，同世子妃、世孫三人、郡主二人（各七八歲、十余歲不等）俱被生擒。張獻忠封蜀世子為太平公，不久遭張獻忠以鴆毒殺，世子妃發為娼妓。一年後（隆武元年十二月，1645年），朱至澍另一子朱平樻由紹宗隆武帝封為蜀王。隆武帝諡朱至澍為愍王。